# Verbascum austriacum
Verbascum austriacum är en flenörtsväxtart som beskrevs av Heinrich Wilhelm Schott, Johann Jakob Roemer och Schult.. Verbascum austriacum ingår i släktet kungsljus, och familjen flenörtsväxter. Inga underarter finns listade i Catalogue of Life.